# Atheta fungii
Atheta fungii (лат.) — вид жуков из подсемейства Aleocharinae семейства стафилиниды. Палеарктический вид. Обитает на берегах, пастбищах, лесах (пойма, холмы и горы), лесовозобновляемых территориях (Picea, Pinus), садах, заболоченных территориях, субальпийских кустарниках (Pinus mugo), торфяных болотах, лугах, парках, краях пастбищ с деревьями, субальпийских лугах. Также отмечен в таких биотопах как исторические сады, невозделываемые территории, заболоченные районы (Phragmitetum, Caricetum), берега рек, водопады, поймы, фруктовые сады, овощные культуры, сельские поселения и основания деревьев (Quercus).  Мелкие коротконадкрылые жуки. Усики 11-члениковые, прикрепляются у внутреннего края глаз. Средние и задние лапки 5-члениковые (передние 4-члениковые). Челюстные щупики 4-члениковые. Губные щупики состоят из 3 сегментов. Средние тазики сближенные, почти соприкасаются друг с другом.